# 1457 pr. n. št.
1457 pr. n. št. je bilo leto predjulijanskega rimskega koledarja.

Oznaka 1457 pr. Kr. oz. 1457 AC (Ante Christum, »pred Kristusom«), zdaj posodobljeno v 1457 pr. n. št., se uporablja od srednjega veka, ko se je uveljavilo številčenje po sistemu Anno Domini.

## Dogodki
- 16. april – Bitka pri Megidu